# Avezzano Calcio 1997-1998
Questa pagina raccoglie le informazioni riguardanti l'Avezzano Calcio nelle competizioni ufficiali della stagione 1997-1998.

## Organigramma societario

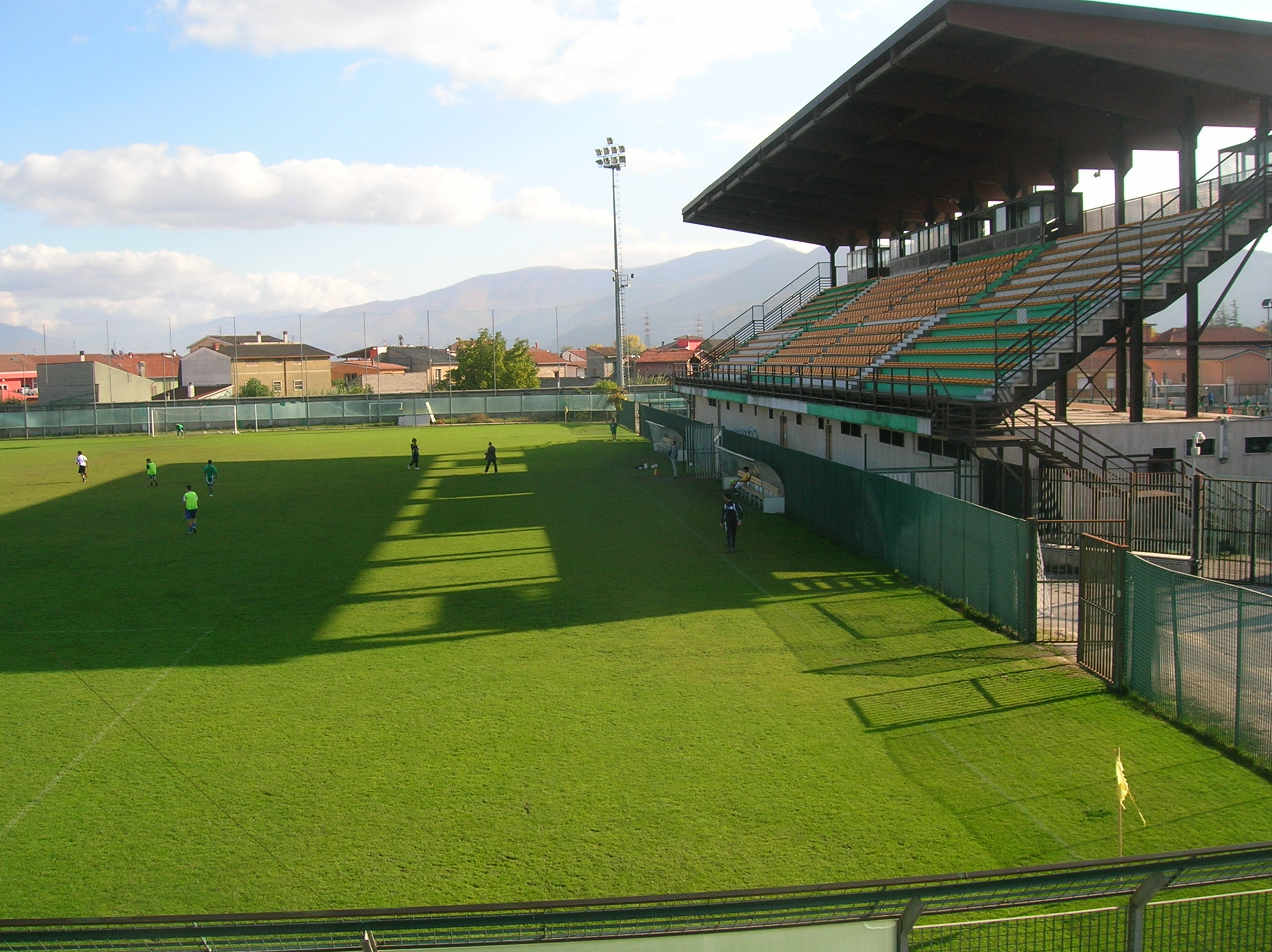
Stadio dei Marsi di Avezzano

Area direttiva
- Presidente: Vincenzo Angeloni

Area tecnica
- Allenatore: Claudio Di Pucchio

## Rosa

### Rosa 1997-1998
Rosa dell'Avezzano calcio 1997-1998.
| N. |                   | Ruolo | Calciatore                         |
| -- | ----------------- | ----- | ---------------------------------- |
|    | Italia (bandiera) | P     | Silvio Lafuenti                    |
|    | Italia (bandiera) | P     | Giancarlo Petrocco                 |
|    | Italia (bandiera) | D     | Stefano De Angelis (vice capitano) |
|    | Italia (bandiera) | D     | Antonio Altamura                   |
|    | Italia (bandiera) | D     | Filippo Cavataio                   |
|    | Italia (bandiera) | D     | Roberto Di Gianfilippo             |
|    | Italia (bandiera) | D     | Emanuele Gabrieli                  |
|    | Italia (bandiera) | D     | David Giubilato                    |
|    | Italia (bandiera) | D     | Massimiliano Manni                 |
|    | Italia (bandiera) | D     | Gianfranco Zanotto                 |
|    | Italia (bandiera) | C     | Stefano Bellè                      |
|    | Italia (bandiera) | C     | Walter Cannatelli                  |
|    | Italia (bandiera) | C     | Michele Cazzarò                    |
|    | Italia (bandiera) | C     | Giampaolo Celli                    |
|    | Italia (bandiera) | C     | Maurizio D'Antimi                  |
|    | Italia (bandiera) | C     | Andrea Di Salvatore                |

| N. |                      | Ruolo | Calciatore                   |
| -- | -------------------- | ----- | ---------------------------- |
|    | Italia (bandiera)    | C     | Andrea Farinelli             |
|    | Italia (bandiera)    | C     | Sandro Federico              |
|    | Italia (bandiera)    | C     | Cataldo Montesanto           |
|    | Italia (bandiera)    | C     | Antonio Pecoraro             |
|    | Italia (bandiera)    | C     | Federico Perugini            |
|    | Italia (bandiera)    | C     | Gianluca Pietrucci           |
|    | Argentina (bandiera) | C     | Hernan Horacio Raciti        |
|    | Svizzera (bandiera)  | A     | Leonardo Aiello              |
|    | Italia (bandiera)    | A     | Alessio Bozzetti             |
|    | Italia (bandiera)    | A     | Roberto Di Nicola (capitano) |
|    | Italia (bandiera)    | A     | Daniele Grasso               |
|    | Italia (bandiera)    | A     | Massimo Marsich              |
|    | Italia (bandiera)    | A     | Adriano Meacci               |
|    | Italia (bandiera)    | A     | Andrea Salvati               |
|    | Italia (bandiera)    | A     | Sergio Floccari              |

## Risultati

### Serie C2 girone C

#### Girone di andata
| Avezzano 31 agosto 1997 1ª giornata | Avezzano | 1 – 1 | Castrovillari | Stadio dei Marsi |

| Cava dei Tirreni 7 settembre 1997 2ª giornata | Cavese | 0 – 1 | Avezzano | Stadio Simonetta Lamberti |

| Avezzano 14 settembre 1997 3ª giornata | Avezzano | 0 – 0 | Sora | Stadio dei Marsi |

| Gela 21 settembre 1997 4ª giornata | Gela | 1 – 1 | Avezzano | Stadio Vincenzo Presti |

| Avezzano 28 settembre 1997 5ª giornata | Avezzano | 1 – 0 | Bisceglie | Stadio dei Marsi |

| Marsala 5 ottobre 1997 6ª giornata | Marsala | 2 – 0 | Avezzano | Stadio Municipale |

| Avezzano 12 ottobre 1997 7ª giornata | Avezzano | 1 – 0 | Chieti | Stadio dei Marsi |

| Frosinone 19 ottobre 1997 8ª giornata | Frosinone | 1 – 1 | Avezzano | Stadio comunale Matusa |

| Catania 2 novembre 1997 9ª giornata | Catania | 0 – 0 | Avezzano | Stadio Angelo Massimino |

| Avezzano 9 novembre 1997 10ª giornata | Avezzano | 2 – 2 | Crotone | Stadio dei Marsi |

| Tricase 16 novembre 1997 11ª giornata | Tricase | 1 – 0 | Avezzano | Stadio comunale San Vito |

| Avezzano 23 novembre 1997 12ª giornata | Avezzano | 2 – 0 | Catanzaro | Stadio dei Marsi |

| Benevento 7 dicembre 1997 13ª giornata | Sporting Benevento | 2 – 0 | Avezzano | Stadio Ciro Vigorito |

| Avezzano 14 dicembre 1997 14ª giornata | Avezzano | 0 – 2 | Astrea | Stadio dei Marsi |

| Avezzano 21 dicembre 1997 15ª giornata | Avezzano | 2 – 1 | Olbia | Stadio dei Marsi |

| Casal di Principe 28 dicembre 1997 16ª giornata | Albanova | 0 – 1 | Avezzano | Stadio comunale |

| Avezzano 11 gennaio 1998 17ª giornata | Avezzano | 0 – 1 | Trapani | Stadio dei Marsi |

#### Girone di ritorno
| Castrovillari 18 gennaio 1998 18ª giornata | Castrovillari | 1 – 0 | Avezzano | Stadio Mimmo Rende |

| Avezzano 25 gennaio 1998 19ª giornata | Avezzano | 1 – 1 | Cavese | Stadio dei Marsi |

| Sora 1º febbraio 1998 20ª giornata | Sora | 1 – 0 | Avezzano | Stadio Claudio Tomei |

| Avezzano 8 febbraio 1998 21ª giornata | Avezzano | 2 – 1 | Gela | Stadio dei Marsi |

| Bisceglie 15 febbraio 1998 22ª giornata | Bisceglie | 2 – 0 | Avezzano | Stadio Gustavo Ventura |

| Avezzano 22 febbraio 1998 23ª giornata | Avezzano | 2 – 2 | Marsala | Stadio dei Marsi |

| Chieti 8 marzo 1998 24ª giornata | Chieti | 2 – 1 | Avezzano | Stadio Guido Angelini |

| Avezzano 15 marzo 1998 25ª giornata | Avezzano | 1 – 0 | Frosinone | Stadio dei Marsi |

| Avezzano 22 marzo 1998 26ª giornata | Avezzano | 0 – 0 | Catania | Stadio dei Marsi |

| Crotone 29 marzo 1998 27ª giornata | Crotone | 0 – 0 | Avezzano | Stadio Ezio Scida |

| Avezzano 5 aprile 1998 28ª giornata | Avezzano | 1 – 0 | Tricase | Stadio dei Marsi |

| Catanzaro 11 aprile 1998 29ª giornata | Catanzaro | 2 – 1 | Avezzano | Stadio Nicola Ceravolo |

| Avezzano 19 aprile 1998 30ª giornata | Avezzano | 1 – 2 | Sporting Benevento | Stadio dei Marsi |

| Roma 26 aprile 1998 31ª giornata | Astrea | 1 – 0 | Avezzano | Stadio Casal del Marmo |

| Olbia 3 maggio 1998 32ª giornata | Olbia | 0 – 1 | Avezzano | Stadio Bruno Nespoli |

| Avezzano 10 maggio 1998 33ª giornata | Avezzano | 1 – 0 | Albanova | Stadio dei Marsi |

| Trapani 17 maggio 1998 34ª giornata | Trapani | 3 – 2 | Avezzano | Stadio Polisportivo Provinciale |

### Coppa Italia Serie C

#### Fase eliminatoria a gironi

##### Girone M
| Avezzano 17 agosto 1997, ore 20:30 CEST 1ª giornata | Avezzano         | 2 – 0 | Giulianova | Stadio dei Marsi\| Arbitro: \| Strocchia (Nola) \| |
| Arbitro:                                            | Strocchia (Nola) |       |            |                                                    |

| Sora 24 agosto 1997 2ª giornata | Sora | 0 – 0 | Avezzano | Stadio Claudio Tomei |

| Avezzano 10 settembre 1997 3ª giornata | Avezzano | 0 – 0 | Chieti | Stadio dei Marsi |

| Teramo 24 settembre 1997 4ª giornata | Teramo | 5 – 3 | Avezzano | Stadio comunale (Teramo) |

## Statistiche

### Andamento in campionato
| Giornata  | 1 | 2 | 3 | 4 | 5 | 6 | 7 | 8 | 9 | 10 | 11 | 12 | 13 | 14 | 15 | 16 | 17 | 18 | 19 | 20 | 21 | 22 | 23 | 24 | 25 | 26 | 27 | 28 | 29 | 30 | 31 | 32 | 33 | 34 |
| --------- | - | - | - | - | - | - | - | - | - | -- | -- | -- | -- | -- | -- | -- | -- | -- | -- | -- | -- | -- | -- | -- | -- | -- | -- | -- | -- | -- | -- | -- | -- | -- |
| Luogo     | C | T | C | T | C | T | C | T | T | C  | T  | C  | T  | C  | C  | T  | C  | T  | C  | T  | C  | T  | C  | T  | C  | C  | T  | C  | T  | C  | T  | T  | C  | T  |
| Risultato | N | V | N | N | V | P | V | N | N | N  | P  | V  | P  | P  | V  | V  | P  | P  | N  | P  | V  | P  | N  | P  | V  | N  | N  | V  | P  | P  | P  | V  | V  | P  |

Legenda:

Luogo: C = Casa; T = Trasferta. Risultato: V = Vittoria; N = Pareggio; P = Sconfitta.